# (36848) 2000 SV121
2000 SV121 (asteroide 36848) é um asteroide da cintura principal. Possui uma excentricidade de 0.18858560 e uma inclinação de 8.53793º.
Este asteroide foi descoberto no dia 24 de setembro de 2000 por LINEAR em Socorro.